# Hyllus thyeniformis
Hyllus thyeniformis là một loài nhện trong họ Salticidae.
Loài này thuộc chi Hyllus. Hyllus thyeniformis được Embrik Strand miêu tả năm 1906.